# Jaroslav Kulhavý
Jaroslav Kulhavý (Ústí nad Orlicí, regió de Pardubice, 8 de gener de 1985) és un ciclista de muntanya txec, especialitzat en el Camp a través.
Ha participat en quatre edicions dels Jocs Olímpics, aconseguint una medalla d'or i una de plata. També ha guanyat un Campionat del món de Camp a través i un Campionat del món de ciclisme de muntanya en marató.

## Palmarès
- 2003
  -  Campió del món júnior en Camp a través
  -  Campió d'Europa júnior en Camp a través
- 2007
  -  Campió de Txèquia en Camp a través
- 2008
  -  Campió de Txèquia en Camp a través
- 2010
  -  Campió d'Europa en Camp a través
  -  Campió de Txèquia en Camp a través
- 2011
  -  Campió del món en Camp a través
  - 1r a la Copa del món en Camp a través
  -  Campió d'Europa en Camp a través
- 2012
  -  Medalla d'or als Jocs Olímpics de Londres en Camp a través
- 2014
  -  Campió del món en Marató
  -  Campió de Txèquia en Camp a través
- 2015
  -  Campió d'Europa en Marató
- 2016
  -  Medalla de plata als Jocs Olímpics de Rio de Janeiro en Camp a través
  -  Campió de Txèquia en Camp a través
- 2017
  -  Campió de Txèquia en Camp a través